# Synargis regulus
Synargis regulus is een vlindersoort uit de familie van de prachtvlinders (Riodinidae), onderfamilie Riodininae.
Synargis regulus werd in 1793 beschreven door Fabricius.